# Martainville-Épreville
Martainville-Épreville és un municipi francès situat al departament del Sena Marítim i a la regió de Normandia. L'any 2007 tenia 692 habitants.

## Demografia

### Població
El 2007 la població de fet de Martainville-Épreville era de 692 persones. Hi havia 249 famílies de les quals 36 eren unipersonals (8 homes vivint sols i 28 dones vivint soles), 75 parelles sense fills, 126 parelles amb fills i 12 famílies monoparentals amb fills.
La població ha evolucionat segons el següent gràfic:
Habitants censats

### Habitatges
El 2007 hi havia 262 habitatges, 252 eren l'habitatge principal de la família, 2 eren segones residències i 8 estaven desocupats. 259 eren cases i 3 eren apartaments. Dels 252 habitatges principals, 227 estaven ocupats pels seus propietaris, 22 estaven llogats i ocupats pels llogaters i 4 estaven cedits a títol gratuït; 1 tenia una cambra, 3 en tenien dues, 30 en tenien tres, 54 en tenien quatre i 165 en tenien cinc o més. 228 habitatges disposaven pel capbaix d'una plaça de pàrquing. A 99 habitatges hi havia un automòbil i a 148 n'hi havia dos o més.

### Piràmide de població
La piràmide de població per edats i sexe el 2009 era:
| Homes | Edats   | Dones |
| ----- | ------- | ----- |
| 0     | 95 o +  | 0     |
| 4     | 90 a 94 | 0     |
| 0     | 85 a 89 | 0     |
| 0     | 80 a 84 | 0     |
| 4     | 75 a 79 | 8     |
| 8     | 70 a 74 | 0     |
| 16    | 65 a 69 | 20    |
| 16    | 60 a 64 | 12    |
| 20    | 55 a 59 | 40    |
| 24    | 50 a 54 | 12    |
| 32    | 45 a 49 | 44    |
| 20    | 40 a 44 | 20    |
| 16    | 35 a 39 | 12    |
| 32    | 30 a 34 | 16    |
| 20    | 25 a 29 | 24    |
| 0     | 20 a 24 | 4     |
| 20    | 15 a 19 | 24    |
| 20    | 10 a 14 | 16    |
| 17    | 5 a 9   | 21    |
| 12    | 0 a 4   | 24    |

## Economia
El 2007 la població en edat de treballar era de 447 persones, 345 eren actives i 102 eren inactives. De les 345 persones actives 332 estaven ocupades (171 homes i 161 dones) i 14 estaven aturades (7 homes i 7 dones). De les 102 persones inactives 47 estaven jubilades, 39 estaven estudiant i 16 estaven classificades com a «altres inactius».

### Ingressos
El 2009 a Martainville-Épreville hi havia 258 unitats fiscals que integraven 733 persones, la mediana anual d'ingressos fiscals per persona era de 20.610 €.

### Activitats econòmiques
Dels 32 establiments que hi havia el 2007, 2 eren d'empreses extractives, 1 d'una empresa alimentària, 5 d'empreses de fabricació d'altres productes industrials, 8 d'empreses de construcció, 4 d'empreses de comerç i reparació d'automòbils, 2 d'empreses de transport, 1 d'una empresa d'hostatgeria i restauració, 1 d'una empresa d'informació i comunicació, 4 d'empreses de serveis, 2 d'entitats de l'administració pública i 2 d'empreses classificades com a «altres activitats de serveis».
Dels 8 establiments de servei als particulars que hi havia el 2009, 1 era una oficina de correu, 1 paleta, 1 guixaire pintor, 2 lampisteries, 2 perruqueries i 1 restaurant.
Dels 2 establiments comercials que hi havia el 2009, 1 era un hipermercat i 1 una fleca.
L'any 2000 a Martainville-Épreville hi havia 17 explotacions agrícoles que ocupaven un total de 1.344 hectàrees.

## Equipaments sanitaris i escolars
El 2009 hi havia una escola elemental integrada dins d'un grup escolar amb les comunes properes formant una escola dispersa.

## Poblacions més properes
El següent diagrama mostra les poblacions més properes.